# Acanthopsylla franklinensis
Acanthopsylla franklinensis  (лат.) — вид блох из семейства Pygiopsyllidae. Эндемик Австралии (Franklin Is., Nuyts Archipelago, SA), описанный английским энтомологом Мириам Луизой Ротшильд. Эктопаразиты грызущих млекопитающих: Leporillus conditor (Sturt, 1848); Большая прутогнёздная крыса, семейство мышиные, Muridae) .